# Вартанов, Антон Валерьевич
Анто́н Вале́рьевич Варта́нов (род. 29 мая 1982, Губкин, Белгородская область) — российский рок-музыкант, поэт, вокалист и гитарист, один из двух основателей и в дальнейшем единоличный лидер группы «Магнитная Аномалия».

## Биография
Родился 29 мая 1982 года в городе Губкин Белгородской области.
В 14-летнем возрасте стал сооснователем рок-группы «Магнитная Аномалия» (по аналогии с Курской магнитной аномалией).
После появления разногласий и ухода сооснователя, в 1999 году Антон Вартанов стал единоличным фронтменом и автором всех песен группы. Год пустя он переехал в Москву, где началась запись дебютного альбома «Магнитной Аномалии». Пластинка «Облака в помаде», продюсером которой выступил Сергей Мазаев, вышла под лейблом REAL Records в 2001 году. Вошедшие в альбом ранние песни Антона оказались востребованы на «Нашем радио», в том же году его коллектив получил приглашение на фестиваль «Нашествие». Группа, созданная Антоном Вартановым, имела разносторонние отличия от рок-дебютантов того времени.
В 2003—2010 годах «Магнитная Аномалия» выпустила альбомы «В изумрудах» (CDLand Records), «Солнце», «13 КапельЯда», «На игле» (Navigator Records), «2012 2.0». В середине 2000-х годов Антон Вартанов сотрудничал также с Евгенией Отрадной.
16 апреля 2008 года Замоскворецкий суд Москвы удовлетворил иск лидера группы «Магнитная Аномалия» Антона Вартанова к компании «Мегафон», которая до этого продала 12 произведений музыканта без его согласия.
В 2013 году группа «Магнитная Аномалии» прекратила своё существование, а объявивший об этом Антон Вартанов на несколько лет уехал из России. Музыкант обосновался на Филиппинах и создал сольный проект — «Я Vegan». "Однажды … мною был создан музыкальный проект «Я Vegan» — заявил музыкант на страницах сборника рок-поэзии «Лабораторная работа: ЧеТыRe», в котором опубликовал тексты песен проекта и выступил рецензентом произведений других авторов.
В 2019 году Антон Вартанов объявил о восстановлении группы «Магнитная Аномалия». 1 марта 2019 года вышел новый альбом «Нулевое влияние», записанный на смартфон с использованием солнечной энергии. «Если бы я был рэпером или поп-исполнителем, мне было бы достаточно только USB-микрофона, но так как я рок-музыкант, мне понадобилось подключить к телефону гитару» — отметил лидер группы.
В 2020 году «Магнитная Аномалия» выпустила альбом «Шикарно».
В 2021 году в утреннем шоу «Подъемники» на «Нашем радио» фронтмен «Магнитной Аномалии» презентовал новый альбом «Я больше не ем животных». Песни «На литосферных плитах», «Алло Стелла», «Экватор 2.0» в том же году вошли в линейный эфир «Нашего радио».

### Скандалы
Певица лейбла Blackstar Анет Сай совместно с исполнителем Niletto презентовала в марте 2021 года тизер трека «Не люблю?», строки которого полностью совпадали с припевом песни «Танцы» группы «Магнитная аномалия». «Без предупреждения, без разрешения кто-то, видимо, какие-то очень популярные артисты, взяли и спели песню!» — прокомментировал плагиат Антон Вартанов Национальной службе новостей, заметив также, что в 2008 году на трек «Танцы» собственную кавер-версию сделал Вячеслав Бутусов.

## Личная жизнь
- Жена — Стелла Вартанова 1992 года рождения.
  - 22 февраля 2022 года у пары родился сын Лука.